# الخرايب (يريم)

تعديل مصدري - تعديل

الخرايب محلة تابعة لقرية القدمة، التابعة لعزلة رعين بمديرية يريم إحدى مديريات محافظة إب في الجمهورية اليمنية.، بلغ تعداد سكانها 148 حسب تعداد اليمن لعام 2004.